# 극장판 울려라! 유포니엄
《극장판 울려라! 유포니엄》(영어: Sound! Euphonium: The Movie)은 2016년 4월 23일, 일본에서 개봉되었다.

## 시놉시스
오마에 쿠미코는 중학교 3학년 관악부 콩쿠르에서 본 코사카 레이나의 눈물을 여전히 잊지 못하고 있다. 고등학교에 진학한 쿠미코는 카토 하즈키, 카와시마 사파이어의 권유로 관악부에 들어가지만 제일 중요한 관악부의 연주실력은 빈말로도 잘한다고 말하기 힘든 수준이었다. 그러나 관악부에 타키 노보루라는 새로운 고문 선생님이 오면서 상황은 완전히 달라진다. 타키 선생님의 스파르타 지도에 반발하면서도 조금씩 실력이 좋아지는 모습에 자신감을 가지게 되는 부원들. 쿠미코도 아주 조금씩이지만 레이나와의 거리를 좁혀간다. 선라이즈 페스티벌부터 콩쿠르 멤버 선발 오디션까지 다양한 시련을 뛰어넘은 관악부는 관악콩쿠르 교토부 대회에 출전하는데…

## 출연진
- 쿠로사와 토모요 - 쿠미코 역
- 안자이 치카 - 레이나 역
- 아사이 아야카 - 하즈키 역
- 치하라 미노리 - 카오리 역
- 하야미 사오리 - 하루카 역
- 코토부키 미나코 - 아스카 역
- 사쿠라이 타카히로 - 노보루 역